# Ratanakiri
Ratanakiri ist eine Provinz Kambodschas. Die Provinzhauptstadt heißt Banlung.
Die Einwohnerzahl beträgt 217.453 (Stand: Zensus 2019).
Die Provinz wird in die folgenden neun Bezirke (ស្រុក / Srok) unterteilt:
| Geocode | Khmer     | Bezirksnamen | Distrikte in Ratanakiri |
| 1601    | ស្រុកអណ្តូងមាស | Andoung Meas | Distrikte in Ratanakiri |
| 1602    | ស្រុកបានលុង   | Ban Lung     | Distrikte in Ratanakiri |
| 1603    | ស្រុកបរកែវ   | Bar Kaev     | Distrikte in Ratanakiri |
| 1604    | ស្រុកកូនមុំ    | Koun Mom     | Distrikte in Ratanakiri |
| 1605    | ស្រុកលំផាត់    | Lumphat      | Distrikte in Ratanakiri |
| 1606    | ស្រុកអូរជុំ    | Ou Chum      | Distrikte in Ratanakiri |
| 1607    | ស្រុកអូរយ៉ាដាវ  | Ou Ya Dav    | Distrikte in Ratanakiri |
| 1608    | ស្រុកតាវែង    | Ta Veaeng    | Distrikte in Ratanakiri |
| 1609    | ស្រុកវើនសៃ    | Veun Sai     | Distrikte in Ratanakiri |

## Sehenswürdigkeiten
Ratanakiri ist wie die südlich gelegene Provinz Mondulkiri zu 80 % von 21 Minderheiten mit unterschiedlicher Sprache und Kultur bewohnt. Die bekanntesten sind die Charai, Kaco, Tampuan, Kreung und Brau. Es gibt auch zahlreiche Laoten, Vietnamesen und Chinesen. Die Provinz ist touristisch attraktiv. Einige Kilometer außerhalb der Provinzhauptstadt Banlung trifft man bereits auf dichte Wälder. Hier werden auch Kautschukplantagen bewirtschaftet, die von den Franzosen in den 1960er Jahren angepflanzt wurden.
- Yaklaom ist ein sagenumwobener See vulkanischen Ursprungs etwa drei Kilometer südöstlich der Hauptstadt, Anfahrt in Richtung Vietnam.

- Wasserfälle: Sie sind eine der Hauptattraktionen der Provinz. Cha Ong ist ein 18 Meter hoher Wasserfall, mitten im Dschungel, wie auch der 10 Meter hohe Ka Tieng. Auch Kan Chang ist ein beliebter Wasserfall.

- Besucher können die Minderheitendörfer selber aufsuchen. Besondere Attraktionen, wie traditionelle Friedhöfe (wie des Dorfes Ka Choan), können jedoch nur in Begleitung eines örtlichen Reiseführers, der die Genehmigung des Dorfältesten einholt, betreten werden.

- An mehreren Stellen werden Halbedelsteine abgebaut. Die Zirkon-Minen sind das bekannteste und für Besucher zugängliche Abbaugebiet, auch Three-Districts mining area genannt. Hier sind Hunderte von 60 cm weiten und 12 Meter tiefen Löcher in die Erde getrieben worden.

- Elefant-Trecking: Elefanten kommen in Ratanakiri in freier Wildbahn vor, werden jedoch von den Minderheiten auch bei der Brandrodung benutzt. Mit einigen dieser Elefanten können Treckingtouren unternommen werden.